# Podhalanka okazała
Podhalanka okazała (Oreina cacaliae) – gatunek chrząszcza z rodziny stonkowatych i podrodziny Chrysomelinae.

## Taksonomia
Gatunek ten opisany został po raz pierwszy w 1785 roku przez Franza von Paulę Schranka pod nazwą Chrysomela cacaliae. Obejmuje 9 podgatunków:
- Oreina cacaliae albanica (Muller, 1948)
- Oreina cacaliae barii (Schatzmayr, 1943)
- Oreina cacaliae bohemica (Weise, 1889)
- Oreina cacaliae cacaliae (Schrank, 1785)
- Oreina cacaliae dinarica (Apfelbeck, 1912)
- Oreina cacaliae magistrettii (Schatzmayr, 1941)
- Oreina cacaliae senecionis (Schummel, 1843)
- Oreina cacaliae senilis (Daniel, 1903)
- Oreina cacaliae tristis (Fabricius, 1792)

## Morfologia
Chrząszcz o wydłużonym, nieco przypłaszczonym ciele długości od 7,5 do 10,5 mm. Wierzch ciała ubarwiony bywa czerwono, purpurowo, złoto, miedziano, zielono, niebiesko, granatowo lub czarnofioletowo, przy czym pokrywy często mają pośrodku parę rozmytych smug w odcieniu fioletowoniebieskim, błękitnym lub zielonym. Czułki są jednolicie czarne, ich człony pierwszy i drugi są metalicznie błyszczące. Głaszczki szczękowe cechują się wierzchołkowym członem znacznie węższym od przedostatniego, zwężającym się wyraźnie ku szczytowi. Przedplecze jest najszersze w pobliżu środka, w zarysie z lekko wykrojonymi tylnymi odcinkami krawędzi bocznych. Boczne brzegi przedplecza są mocniej zgrubiałe niż podhalanki zmiennobarwnej i wyróżniają ów gatunek również od O. virgulata. Rzeźba pokryw u podgatunku O. c. senecionis składa się z dobrze widocznych punktów połączonych siatką delikatnych zmarszczek. Odwłok ma pierwszy sternit nie dłuższy niż zapiersie. Genitalia samca odznaczają się prąciem o wierzchołku przedłużonym w stosunkowo długi, spłaszczony wyrostek.

## Ekologia i występowanie
Owad górski, rzadko pojawiający się na przedgórzach. Zasiedla polany, skraje lasów, pobrzeża potoków i strumieni oraz przydroża. Bytuje wśród ziołorośli. Aktywny jest od połowy lata do jesieni. Zarówno osobniki dorosłe jak i larwy są fitofagami, żerującymi na przedstawicielach astrowatych, w tym na lepiężnikach, miłośnie górskiej i starcach.
Gatunek palearktyczny, europejski. Podgatunek nominatywny znany jest z Francji, Niemiec, Szwajcarii, Liechtensteinu, Austrii i Słowenii. O. c. senilis występuje we Francji i Włoszech. O. c. tristis jest endemitem Francji, O. c. barii i O. c. magistrettii są endemitami Włoch, a O. c. albanica jest endemitem Albanii. O. c. bohemica podawany jest z Niemiec i Czech. O. c. senecionis rozmieszczony jest na terenie Niemiec, Polski, Czech, Słowacji, Węgier, Ukrainy, Mołdawii, Rumunii i Bułgarii. W Polsce znany jest z Sudetów Zachodnich, Beskidów Zachodnich, Tatr i Bieszczadów. O. c. dinarica notowany jest ze Słowenii, Chorwacji, Bośni i Hercegowiny, Serbii, Czarnogóry, Albanii, Macedonii Północnej oraz Bułgarii.